# پیاستوویتسه (استان اوپوله)
پیاستوویتسه (به لهستانی: Piastowice) یک منطقهٔ مسکونی در لهستان است که در گمینا لوبشا واقع شده‌است.